# SPARS Pandemic 2025–2028
SPARS Pandemic 2025–2028 ist die Bezeichnung für eine Pandemiesimulation, die im Oktober 2017 abgeschlossen wurde. Sie wurde vom Center for Health Security der Johns Hopkins University durchgeführt. Die Übung stellte in einem „futuristischen Szenario“ dar, welche Kommunikationsdilemmata hinsichtlich medizinischer Maßnahmen in nicht allzu ferner Zukunft entstehen könnten.
Die Übung war eines von vier Planspielen in den USA, die teilweise Ereignissen der späteren COVID-19-Pandemie entsprachen, die drei anderen waren Atlantic Storm, Clade X und Event 201.

## Szenario
Das Planspiel ging von medizinischen Maßnahmen beim Ausbruch eines neuen Coronavirus in St. Paul, Minnesota, aus. 2025 sterben Amerikaner, die aus Asien zurückkehren, an einer  unbekannten grippeähnlichen Krankheit, die auf die Infektion mit einem neuartigen Coronavirus zurückging, „SPARS-CoV“ (St. Paul ARS). Es gibt zunächst kein Wissen, keine Diagnosetests oder Behandlungsmethoden, auch keinen Impfstoff. Aus dem Ausbruch entwickelt sich eine globale Pandemie.

## Rezeption
Dana Vigue (CNN) kommentierte im September 2020, das SPARS-Szenario sei kein Versuch gewesen, die Zukunft vorherzusagen, sondern die Herausforderungen aufzuzeigen und alle Akteure gut vorzubereiten. Aber viele dieser Herausforderungen würden nun nicht entsprechend angegangen. So habe Präsident Trump viele seiner eigenen Bemühungen hinsichtlich klarer Kommunikation durchkreuzt, etwa bezüglich Masken, Tests und Behandlungsmethoden wie Hydroxychloroquin.
The Jewish Voice urteilte im April 2021, die Ähnlichkeiten mit der COVID-19-Pandemie seien interessant und „unheimlich“, besonders bei den Strategien, um Menschen zur Impfung zu ermutigen, der Vorausberechnung der Todeszahlen und den Quarantänemaßnahmen.